# Palazzo e case dei Guidacci

Palazzo e case dei Guidacci, detto anche "della Meridiana", è un edificio civile ubicato a Firenze che occupa la testata di uno degli isolati che delimitano la Piazza della Signoria sul lato settentrionale e prospetta con le sue facciate rispettivamente sulla piazza suddetta, sull'adiacente via delle Farine (dove si trova l'ingresso principale) e sulla retrostante via della Condotta.

## Storia
L'attuale complesso edilizio sorge sopra un nucleo di antichi fabbricati costruiti a loro volta su preesistenze di epoca romana: in particolare, la porzione basamentale è in gran parte quella originaria risalente al X° secolo.
Agli inizi del Trecento, durante la prima impostazione urbanistica in piazza della Signoria, il comparto edilizio, che comprende l'edificio in oggetto, risultava di
proprietà della famiglie dei Rinuccini e dei Guidacci. In particolare, i Guidacci avevano le loro case nel 'popolo' di San Romolo, unica chiesa esistente in piazza
della Signoria e poi soppressa nel 1769, e più precisamente in Via del Garbo, l'odierna via della Condotta.
Tale famiglia, nonostante fosse già nota e importante a partire dal XIII° secolo, conobbe la sua piena affermazione politica nel corso della seconda metà del
Quattrocento, fino ad ottenere ben otto cariche di priore fra il 1470 e il 1529.
Proprio durante il corso del XV° secolo e su iniziativa dei Guidacci, sono stati realizzati gli interventi edilizi più importanti che hanno determinato in gran parte l’attuale consistenza e l’aspetto del palazzo: un primo intervento di ristrutturazione, che ingloba le strutture architettoniche più antiche e le riordina conferendo loro un
impianto omogeneo e unitario e un secondo intervento di ampliamento che ne incrementa il volume complessivo. Infatti è ancora leggibile sul basamento del lato
prospiciente via della Condotta l’accorpamento di una casa con fronte a due fornici, che presenta ancora gli alloggiamenti per lo sbalzo in legno, con un’altra adiacente
ove si riconoscono i resti di un’antica torre medievale.
Dal 1541 il palazzo viene interamente ceduto in affitto a Cosimo I° dé Medici per consentire un adeguato alloggio alla truppa, costituita da oltre cento fanti
tedeschi, i Lanzichenecchi, che prestavano servizio come guardia del corpo del granduca. L’edificio risultò ben presto insufficiente alle necessità abitative delle
guardie e delle loro famiglie; per tanto venne ulteriormente ampliato, continuò ad essere utilizzato anche dopo il trasferimento della reggia granducale a Palazzo Pitti
e i Lanzi vi abitarono ininterrottamente fino al 1669.
In seguito l’usufrutto del palazzo fu trasferito per fide-commisso al Convento di San Girolamo della Costa e successivamente l’edificio venne frazionato e venduto a privati.

## Descrizione

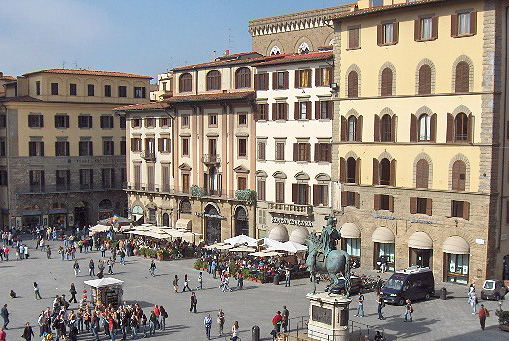
Piazza della Signoria, Palazzo Guidacci

Oggi il palazzo si sviluppa per quattro piani fuori terra, oltre ad un piano di mezzanino, per la porzione che si affaccia su piazza della Signoria; mentre il lato posto su via della Condotta risulta più basso di un piano. Su entrambi i lati l’edificio presenta un basamento in bugnato a bozze di pietra forte sul quale si aprono ampie
aperture archivoltate, ascrivibili alla tipologia edilizia della ‘casa-corte mercantile’.
La facciata su piazza della Signoria può essere considerata stilisticamente il prospetto principale, anche se ai piani superiori si accede con ingresso dalla via limitrofa. Tale facciata risulta definita su entrambi i lati e per tutta la sua altezza da cantonali in bozze di pietra, in basso, e di intonaco a bugnato rustico.
Le finestre sono disposte ordinatamente su quattro file per cinque ordini sovrapposti: quelle dei piani principali appoggiano su fasce sagomate di marcapiano e sono provviste di cornici ogivali con tipologia a bugnato. Le finestre dell’ultimo piano hanno forma rettangolare e sono prive di cornici: questo suggerisce un intervento di ricostruzione collocabile nella seconda metà dell’Ottocento ed eseguito in conseguenza al ‘risanamento’ o riordino architettonico della piazza nel 1871.
In corrispondenza del lato sinistro della facciata principale si trova ‘la Meridiana’: si tratta di uno strumento astronomico, risalente alla prima metà del XIX° secolo e composto da un quadrante di marmo scolpito di grandi dimensioni e da uno gnomone metallico, che indica contemporaneamente e durante tutti i mesi dell’anno il mezzogiorno medio, fissato dal meridiano di Greenwich, e  quello convenzionale, riferito al fuso orario locale.

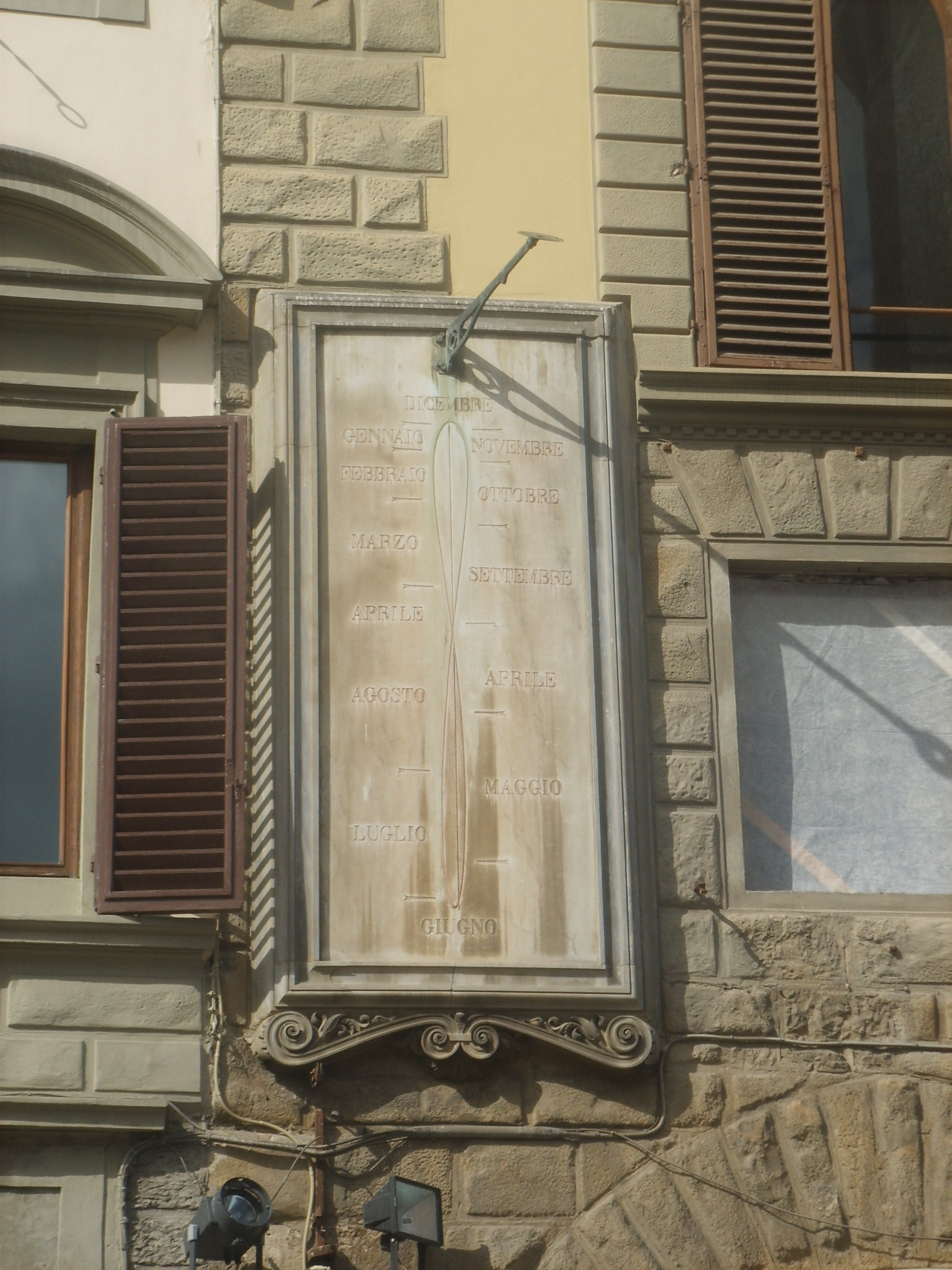
Piazza_della_Signoria_Meridiana